# 鍋弦町
鍋弦町（なべづるちょう）は、愛知県名古屋市熱田区の地名。

## 歴史

### 町名の由来
熱田西町の小字名「鍋弦」による。『明治十五年愛知縣郡町村字名調』では字名「鍋弦」の読みを「なべつる」としているが、デジタル庁の『日本 町字マスターデータセット』では字名の読みを「なべげん」としている。

### 行政区画の変遷
- 1952年（昭和27年）3月25日 - 熱田区熱田西町の一部により、同区鍋弦町が成立[3]。
- 1976年（昭和51年）8月29日 - 一部が熱田区大宝三丁目・大宝四丁目・一番三丁目・二番一丁目・四番一丁目にそれぞれ編入され消滅[3]。